# Jesteburg
Jesteburg település Németországban, azon belül Alsó-Szászország tartományban. Lakosainak száma 7995 fő (2023. december 31.). Jesteburg Rosengarten és Bendestorf községekkel határos.

## Népesség
A település népességének változása:
| Lakosok száma | 7986 | 7966 | 7903 | 7923 | 8141 | 7995 |
|               | 2016 | 2017 | 2019 | 2021 | 2022 | 2023 |